# Гуччи, Родольфо
Родольфо Гуччи (англ. Rodolfo Gucci, 16 июля 1912 — 15 мая 1983), более известный под сценическим псевдонимом Маурицио Д’Анкора ― итальянский актер и предприниматель, снявшийся в более чем сорока фильмах в период с 1929 по 1946 год. Муж актрисы Сандры Равель, отец Маурицио Гуччи.

## Юность
Родольфо Гуччи родился в 1912 году во Флоренции, Италия, в семье Гуччо Гуччи и Аиды Кальвелли. У него было пять братьев и одна сестра.
Его заметил режиссёр Альфред Линд, который предложил ему сняться в кино в 1929 году. В том же году он снялся в фильме Марио Камерини «Рельсы», с которого началась его карьера актера. Он использовал псевдоним Маурицио Д’Анкора.

## Дом Гуччи
К январю 1953 года Д’Анкора оставил актерскую деятельность и вернулся в семейный бизнес после смерти своего отца. В 1952 году Родольфо и его братья Альдо и Васко отправились в Нью-Йорк. Они открыли первый магазин за пределами Италии в Нью-Йорке всего за две недели до смерти своего отца. В 1967 году он создал шарф Gucci Flora для Грейс Келли.
После смерти их брата Васко Гуччи в 1974 году Родольфо и Альдо разделили бизнес между собой 50/50. Однако сыновья Альдо считали, что Родольфо недостаточно способствовал росту бизнеса. В попытке увеличить свою прибыль Альдо основал парфюмерную дочернюю компанию и владел 80 процентами её собственности для себя и своих трех сыновей. Это соперничество в конечном итоге переросло в семейную войну.

## Личная жизнь
Во время совместных съемок в фильме «Вместе в темноте» он познакомился со своей будущей женой Сандрой Равель. Они поженились в 1944 году в Венеции, Италия. Их единственный сын Маурицио Гуччи родился в 1948 году и был назван по сценическому псевдониму своего отца.

## Смерть
Родольфо Гуччи умер в 1983 году в Милане. После его смерти его сын Маурицио Гуччи унаследовал контрольный пакет акций компании и стал мажоритарным акционером.

## В массовой культуре
Один из героев художественного фильма Ридли Скотта «Дом Gucci» (2021), где его сыграл Джереми Айронс.

## Фильмография
| Год  | Название                     | Роль                                | Примечание                                                                                             |
| ---- | ---------------------------- | ----------------------------------- | --- |
| 1929 | Рельсы                       | Джорджио                            | |
| 1929 | Девушки не шутят             |                                     | [ 7 ]                                                                                                  |
| 1931 | Figaro and His Great Day     | Asdrubale Chiodini                  | [ 8 ]                                                                                                  |
| 1932 | Venus                        | Il giovane Italo-Americano          | [ 9 ]                                                                                                  |
| 1932 | The Old Lady                 | Fausto                              | |
| 1932 | Five to Nil                  |                                     | |
| 1933 | Together in the Dark         |                                     | |
| 1933 | Tourist Train                |                                     | |
| 1934 | The Canal of the Angels      |                                     | |
| 1935 | Those Two                    |                                     | |
| 1935 | Golden Arrow                 |                                     | |
| 1935 | Territorial Militia          |                                     | |
| 1935 | Ginevra degli Almieri        |                                     | |
| 1936 | The Ambassador               |                                     | |
| 1938 | Nonna Felicità               |                                     | |
| 1938 | The Ancestor                 |                                     | |
| 1939 | No Man’s Land                |                                     | |
| 1939 | Heartbeat                    | Yves                                | |
| 1939 | The Document                 | L’ingegnere Pezzini detto 'Pallino' | |
| 1939 | The Night of Tricks          | Filippo                             | [ 10 ]                                                                                                 |
| 1940 | Don Pasquale                 | Ernesto                             | Film is loosely based on Giovanni Ruffini's libretto for Gaetano Donizetti's opera buffa Don Pasquale. |
| 1940 | One Hundred Thousand Dollars | Paolo                               | |
| 1943 | Annabella's Adventure        | Roberto                             | [ 11 ]                                                                                                 |
| 1943 | Charley’s Aunt               | Guidobaldo                          | |
| 1943 | Special Correspondents       | Galletti                            | |